# بابی جو و قانون‌شکن
بابی جو و قانون شکن (به انگلیسی: Bobbie Jo and the Outlaw) یک فیلم سینمایی آمریکایی در ژانر درام و جنایی محصول سال ۱۹۷۶ میلادی به کارگردانی مارک ال. لستر و با بازی مارجو گورتنر و لیندا کارتر همراه است. این اولین فیلم از لیندا کارتر است.

## بازیگران
- مارجو گورتنر - لایل ویلر
- لیندا کارتر - بابی جو بیکر
- جسی وینت - اسلیک کالاهان
- مری لین لین - پرل بیکر
- بلیندا بالاسکی - ایسی بیومنت
- پگی استوارت - هتی بیکر
- ژن درو - کلانتر هیکس
- گریت گراهام - جادوی ری

## انتشار
این فیلم در ۱۸ آوریل ۲۰۱۱ و در تاریخ ۸ دسامبر ۲۰۱۵ در نسخه‌های دی وی دی منتشر شد.